# Hellraiser : Le Pacte
Pour les articles homonymes, voir Le Pacte.
Série Hellraiser
Les Écorchés
(1988)
Pour plus de détails, voir Fiche technique et Distribution.
Hellraiser : Le Pacte (Hellraiser), ou initialement Le Pacte, est un film d'horreur britannique écrit et réalisé par Clive Barker, sorti en 1987. Le film raconte l'histoire de Frank Cotton, un homme en quête de plaisirs inconnus ; il fait l'acquisition d’une mystérieuse boîte qui provoque sa mutilation et sa disparition. Plus tard, son frère vient emménager dans la maison de Frank. Pendant le déménagement, une simple coupure et des gouttes de sang sur le plancher réussiront à ramener Frank à la vie. Sous la forme d’un cadavre, il va forcer sa belle-sœur à lui amener des victimes dans le but de se régénérer. Mais les diaboliques cénobites, maîtres des souffrances de l’enfer, vont très vite se rendre compte de la résurrection de Frank.

## Synopsis

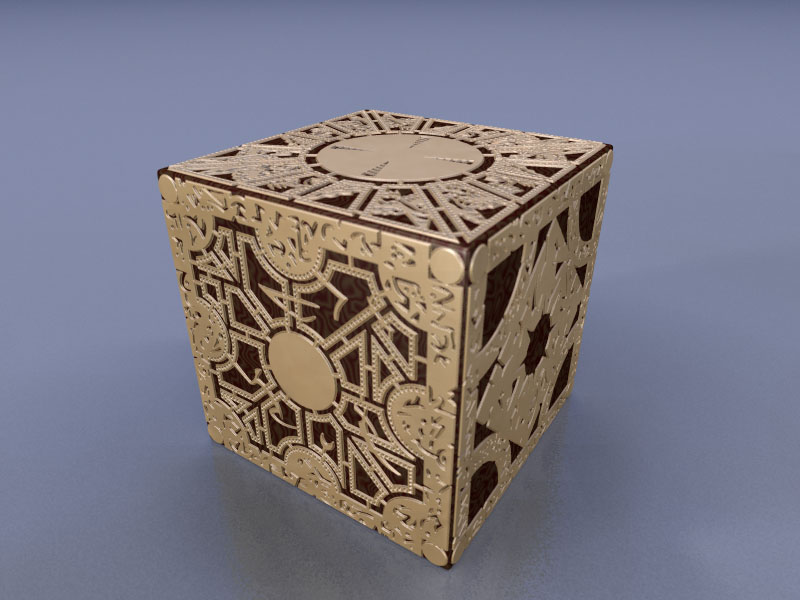
La boîte-puzzle des Cénobites.

Quelque part au Maroc, Frank Cotton (Sean Chapman) achète une boîte puzzle antique chez un concessionnaire, un étrange cube doré. De retour dans le grenier de sa maison à Londres, Frank résout le casse-tête, ce qui libère des chaînes qui en sortent puis s'accrochent à lui, s'enfonçant profondément dans sa chair. De noir vêtus, des humanoïdes horriblement mutilés apparaissent et le déchirent en morceaux. Leur chef, Pinhead (Doug Bradley), ramasse la boîte et la remet dans son état d'origine, en ramenant les restes disséqués de Frank avec eux et restaurant la salle dans son état normal.
Quelque temps plus tard, le frère de Frank, Larry (Andrew Robinson), arrive dans la maison de son frère avec sa seconde épouse, Julia (Clare Higgins), qui a d'abord eu une liaison avec Frank, ce qu'ignore Larry. Le couple sait que Frank est un hédoniste — ce qu'il ne cache pas — et un petit délinquant. Estimant que sa disparition signifie qu'il est probablement en prison dans un endroit exotique, ils décident d'emménager avec la fille adolescente de Larry, Kirsty (Ashley Laurence). Elle choisit de ne pas vivre avec sa belle-mère mais vient leur rendre visite. Tout en se déplaçant dans la maison, Larry se coupe la main sur un clou, et les gouttes de sang tombent sur le plancher du grenier. Par un phénomène surnaturel, le sang atteint Frank qui est emprisonné dans le royaume des humanoïdes, et cela restaure partiellement son corps, ce qui lui permet de s'échapper vers le grenier de sa maison.
Cette nuit-là, Julia découvre Frank (sous une autre apparence, interprétée par Oliver Smith) dans le grenier. D'abord horrifiée, elle s'avoue toujours obsédée par lui après leur relation, et elle accepte de récolter du sang pour lui afin qu'il puisse restaurer entièrement son corps, puis de fuir ensemble. Le lendemain, Julia commence à attirer des hommes dans les bars pour les ramener à la maison, où elle les tue avec un marteau. Frank boit alors leur sang et ingère les organes internes, ce qui régénère progressivement son propre corps. Une fois qu'il a repris assez de force, Frank explique à Julia qu'il avait épuisé toutes les expériences sensorielles et recherché la boîte puzzle sur la promesse que cet objet allait ouvrir un portail vers un royaume de nouveaux plaisirs charnels. En guise de quoi, il a ouvert un portail vers le royaume des « cénobites », qui ont depuis emmené Frank comme leur prisonnier et soumis à une extrême torture sado-masochiste.
Pendant ce temps, Kirsty espionne Julia emmenant des hommes à la maison et, croyant qu'elle a une liaison, la suit dans le grenier un après-midi, où elle est témoin d'un meurtre. Frank lui barre le passage, mais il panique lorsque Kirsty saisit la boîte puzzle. Kirsty jette la boîte par la fenêtre, créant assez de distraction pour s'échapper. A l'extérieur de la maison, elle récupère la boîte et s'enfuit, mais s'effondre d'épuisement peu après. Après avoir été transportée à l'hôpital, Kirsty résout la boîte puzzle, convoquant à son tour les cénobites. Leur chef explique que les cénobites ont été conçus comme des anges et des démons, ils sont tout simplement « explorateurs » de l'expérience charnelle, pratiquant une forme de sado-masochisme si extrême qu'elle transcende la frontière entre la douleur et le plaisir. Bien qu'ils tentent d'abord de forcer Kirsty à venir avec eux dans leur royaume, le chef s'indigne quand il apprend qu'un de leurs « sujets » aurait pu s'échapper, et s'engage à envisager de libérer Kirsty en échange de la récupération de Frank.
Kirsty retourne à la maison, où Larry lui dit qu'il a affronté et tué Frank. Julia lui montre un cadavre écorché encore fumant dans le grenier et, peu de temps après, les cénobites se manifestent. Kirsty tente de s'échapper avec Larry, mais son langage et ses manières conduisent finalement Kirsty à se rendre compte que Frank a en fait tué son Larry et qu'il porte sa peau. Frank poursuit Kirsty dans la maison avec un couteau (en disant « Viens voir papa ! »), blessant gravement Julia dans l'action. Il coince finalement Kirsty dans le grenier, où il se vante d'avoir tué son frère. Les cénobites arrivent jusqu'à eux, l'enlacent avec des chaînes et le déchirent en morceaux. Mais Julia a utilisé la boîte à son tour, ce qui l'a achevé et les cénobites tentent alors de ramener Kirsty avec eux. Son petit ami, Steve, arrive alors et la cherche dans la maison. Kirsty défait les cénobites en inversant les mouvements nécessaires pour ouvrir la boîte puzzle, les renvoyant un à un dans leur royaume. Kirsty et Steve quittent ensuite la maison ensemble.
Kirsty tente de brûler la boîte dans une décharge publique. Un vagabond entre dans les flammes et récupère la boîte avant de se transformer en une créature ailée squelettique et de s'envoler. La boîte finit entre les mains du marchand qui l'a vendue à Frank, demandant à un autre client potentiel : « Que puis-je faire pour vous monsieur ? »

## Fiche technique
- Titre : Hellraiser : Le Pacte ou Le Pacte
- Titre original : Hellraiser
- Réalisation : Clive Barker
- Scénario : Clive Barker, d'après son roman The Hellbound Heart
- Musique : Christopher Young
- Décors : Michael Buchanan
- Costumes : Joanna Johnston
- Photographie : Robin Vidgeon
- Montage : Richard Marden et Tony Randel
- Production : Mark Armstrong, Christopher Figg, David Saunders et Christopher Webster
- Sociétés de production : Cinemarque Entertainment BV, Film Futures et Rivdel Films
- Sociétés de distribution : New World Pictures (Royaume-Uni) ; Splendor Films (France), Excelsior Films (Belgique)
- Budget : 1 million de dollars (734 000 euros)[3]
- Pays de production :  Royaume-Uni
- Langue originale : anglais
- Format : couleur - 1,85:1 - Dolby - 35 mm
- Genre : Horreur et fantastique
- Durée : 94 minutes
- Dates de sortie :
  - Royaume-Uni : 11 septembre 1987
  - Belgique : 14 février 1988
  - France : 24 février 1988
- Classification : interdit aux moins de 13 ans lors de sa sortie en France, puis interdit aux moins de 12 ans à partir de 1990[4]

## Distribution
Note : 1er doublage réalisé pour la sortie cinéma (1987) / 2e doublage réalisé pour la sortie DVD du film (2003).
- Andrew Robinson (VF : Patrick Poivey) : Larry Cotton
- Clare Higgins (VF : Emmanuèle Bondeville) : Julia Cotton
- Ashley Laurence (VF : Martine Irzenski / Séverine Morisot) : Kirsty Cotton
- Sean Chapman (VF : Mario Santini / Stefan Godin) : Frank Cotton
- Oliver Smith (VF : Mario Santini / Stefan Godin) : Frank (forme monstrueuse)
- Robert Hines (VF : Mark Lesser) : Steve
- Doug Bradley (VF : Sady Rebbot) : Pinhead[5]
- Nicholas Vince : Chatterer, le cénobite
- Simon Bamford : Butterball, le cenobite
- Grace Kirby : le cénobite femelle
- Frank Baker : Derelict
- Kenneth Nelson (VF : Joseph Falcucci) : Bill
- Gay Baynes (VF : Hélène Otternaud) : Evelyn
- Dave Atkins (VF : Joseph Falcucci) : le premier déménageur
- Oliver Parker (VF : Patrick Borg) : le deuxième déménageur
- Niall Buggy (VF : Michel Paulin) : l'invité du dîner
- Anthony Allen (VF : Guy Chapellier) : Georges, la 1re victime
- Leon Davis (VF : Patrick Borg) : la 2e victime
- Michael Cassidy (VF : Michel Paulin) : la 3e victime
- Sharon Bower (VF : Hélène Otternaud) : l'infirmière
- Raul Newney : le docteur

## Accueil
Le film a connu un certain succès commercial, rapportant environ 14,564 millions de dollars au box-office en Amérique du Nord pour un budget de 1 million de dollars.
Il a reçu un accueil critique plutôt favorable, recueillant 70 % de critiques positives, avec une note moyenne de 6,5/10 et sur la base de 53 critiques collectées, sur le site agrégateur de critiques Rotten Tomatoes.

## Distinctions

### Récompenses
- Festival international du film fantastique d'Avoriaz 1988 : Prix spécial de la peur
- Fantasporto 1988 : Prix de la critique

### Nominations
- Saturn Awards 1988 : Meilleur film d'horreur, Meilleure musique et Meilleurs maquillages pour Bob Keen
- Fantasporto 1988 : Meilleur film

## Autour du film
- Le tournage débute le 29 septembre 1986 à Londres[8].
- Avant d'opter pour Hellraiser, la production avait pensé au titre Sadomasochists from Beyond the Grave, qu'on pourrait traduire par « Les sadomasochistes d'outre-tombe ».
- Le film a été exploité en France sous le titre Le Pacte, bien que le terme Hellraiser figure sous l'affiche. C'est seulement après la sortie des suites que le titre Hellraiser a été ajouté afin de l'apparenter à la série, tout comme La Nuit des masques pour la série Halloween.
- À la demande du cinéaste, le groupe britannique de musique industrielle Coil avait composé la bande originale du film, mais le studio rejeta cette dernière, préférant la confier à un compositeur plus traditionnel.
- La maison du film se situe au 55 Ludovico Place, qui se trouve être l'adresse de l'institut Ludovico du film Orange mécanique (A Clockwork Orange) (1971) où Alex avait été envoyé pour être rendu non-violent.
- Le film Hellraiser a été l'une des sources d'inspiration pour le mangaka Kentarō Miura avec son manga Berserk, paru en 1989 (soit deux ans après le film sorti en 1987). On peut établir des parallèles entre les deux œuvres : les Cénobites et les God Hand ; leur chara-design ; le cube la "Configuration des Lamentations" et le Béhélite[réf. souhaitée].